# Brainiac: History Abuse
Brainiac: wehikuł czasu (ang. Brainiac: History Abuse) – Historyczno-naukowy program telewizyjny emitowany w Polsce na kanałach Discovery Channel i Discovery Science. Prowadzony przez Charlotte Hudson.

## Forma programu
Program rozwiązujący różne mity historyczne (za pomocą nauki) takie jak: "Co dobrze robi człowiek w zbroi rycerskiej", "Jaka broń jest najlepsza do bitwy" itp. Pokazuje kulisy okrutnych tortur, różne rodzaje broni oraz kary, jakie wówczas wymierzano.

## Obsada
- Charlotte Hudson - Charlotte Hudson
- Stephen Wisdom - Ernest Clough
- Regina Cotter - kucharka

## Spis odcinków
| Premiera odcinka (Discovery Channel) | Premiera odcinka (Discovery Science) | N/o | Tytuł                   |
| ------------------------------------ | ------------------------------------ | --- | ----------------------- |
|                                      |                                      |     |                         |
| SERIA PIERWSZA                       |                                      |     |                         |
|                                      |                                      |     |                         |
| 26.02.2008                           | 01.06.2008                           | 01  | Brainiac: History Abuse |
|                                      |                                      |     |                         |
| 27.02.2008                           | 07.06.2008                           | 02  | Brainiac: History Abuse |
|                                      |                                      |     |                         |
| 28.02.2008                           | 08.06.2008                           | 03  | Brainiac: History Abuse |
|                                      |                                      |     |                         |
| 29.02.2008                           | 14.06.2008                           | 04  | Brainiac: History Abuse |
|                                      |                                      |     |                         |
| 03.03.2008                           | 15.06.2008                           | 05  | Brainiac: History Abuse |
|                                      |                                      |     |                         |
| 04.03.2008                           | 21.06.2008                           | 06  | Brainiac: History Abuse |
|                                      |                                      |     |                         |
| 05.03.2008                           | 22.06.2008                           | 07  | Brainiac: History Abuse |
|                                      |                                      |     |                         |
| 06.03.2008                           | 28.06.2008                           | 08  | Brainiac: History Abuse |
|                                      |                                      |     |                         |